# Akwasi Afrifa
Okatakyie Akwasi Amankwaa Afrifa, ganski general in politik, * 24. april 1936, Asante Mampong, † 16. junij 1979, Mampong.
Afrifa je bil predsednik Gane leta 1969. Usmrčen je bil leta 1979, v državnem udaru, v katerem so strmoglavili takratnega predsednika, Akuffa.